# 反彭湃烈士事件
反彭湃烈士事件，又称反彭湃事件，是中华人民共和国“文化大革命”时期发生在广东省海陆丰地区的重大冤假错案。 该案件起始于1966年，此后的1967年大屠杀共造成160余人死亡，另有800多人被打成残废或重伤、3,000多人被打伤。 反彭湃事件主要针对中国共产党早期领导人彭湃烈士的后代、家属及相关人士，期间彭湃被宣布为“叛徒”，其90多岁的母亲周凤遭到迫害，屠杀事件中彭湃的侄儿彭科、堂弟彭竞、堂侄彭株亦被杀害，其中彭科被斩首示众三日；1968年8月，彭湃的三子彭洪被秘密害死。  
文化大革命初期，在广东海丰地区，彭湃的后代及家属被贴上了“反对毛泽东思想”、“反党反社会主义”等标签，并遭到批斗和迫害。1967年8月26日，海丰“反彭”的几个头目策划群众组织向当地人民公社发出电报，宣称彭湃的支持者破坏了学习《毛著》积极分子的代表大会，并围攻、殴打参加会议的代表；此后几个公社立即组织了5,000多人的武装队伍、携带机枪、冲锋枪、步枪等枪械进入海城镇，沿途任意开枪，开启了大屠杀、持续约半个月。拨乱反正时期，1978年底至1979年初，在中共中央的支持下，时任中共广东省委书记习仲勋等人为该事件的受害人平反，定性“该事件是林彪、四人帮篡党夺权阴谋的一个组成部分”。有观点认为，彭湃早前在领导海陆丰苏维埃期间，曾实行极左“红色恐怖”，至少上千名地主被杀，使得后来当地地主家庭在文革期间利用“夺权”反扑，报复彭湃家族。

## 事件过程

### 历史背景

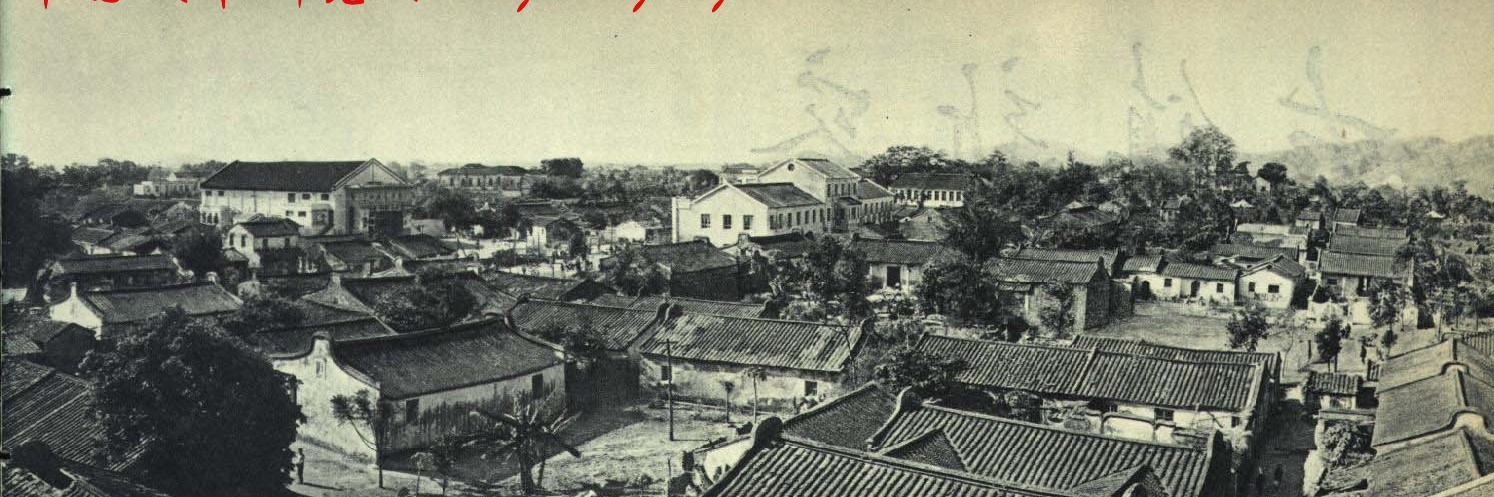
广东省海丰县（1963年）。

1966年春，时任中共汕头地委副书记的孙敬业等人把彭湃的95岁母亲周凤打成“黑旗”，认为其阻碍了“毛泽东思想”进入海丰，并写信给林彪寻求支持。 1966年5月，毛泽东等人在中国大陆发动了文化大革命。同年6月，彭湃之子彭洪遭到批斗长达一百多天，被认为“贬低毛主席”、“反对三面红旗”等，回到广州后便被免去党内外一切职务（此前担任华南农学院党委委员、水稻生态研究所副主任兼党支部书记），被下放到农场放牛。

### 批斗迫害

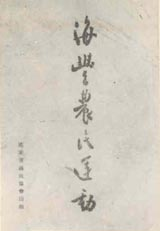
1926年《海丰农民运动》扉页。

1966年10月，彭洪再次被抓走、关押在广州警备区司令部，一同被关押的还包括彭湃的战友、原中共南塘区委书记黄秀文等人，他们均被认为是“彭洪反党团伙”的成员。 1966年11月，周凤被带走关押到海丰县公安局的牢房里，长达4个月，期间国家给她的生活补贴停发、取消了她的粮食供给和户口，并不准当地医生为她诊病。
1967年4月，与彭洪一起被关押的黄秀文在押送途中患病，他利用看病的机会逃离广东，一路乞讨到了北京。 此后，黄秀文向聂荣臻求助，汇报了反彭湃事件和彭湃母亲周凤受迫害得不到医治的情况，聂荣臻大为震惊，表示要解决好此事。 （一说是彭洪的妻子陈平和七婶（彭湃七弟媳、老红军）杨华上京，找到中央文革和国务院联合接待站中南组组长李明，反映周凤老人受迫害的情况，并告知了周恩来）不久，中央文革和国务院联合致函广州军区，要求尽快把周凤接到广州治病，但在海丰县极左势力的阻挠下，直到1967年11月中旬广东省革委会的负责人才将周凤从海丰接到广州。
与此同时，孙敬业等人开始攻击海陆丰起义，认为其是“不必要的”、“盲动主义”、“路线是错误的”，并抨击彭湃本人和海陆丰农民运动，认为纪念“海陆丰苏维埃”就是“抵制毛泽东思想”。 孙敬业公开宣布：“今后谁再收藏海陆丰农民革命史料，就以‘反毛泽东思想、反革命分子’论罪。” 此外，他们把彭湃所著、周恩来题写书名的《海丰农民运动》一书，以及新华书店发行的宣传彭湃和海陆丰农民运动的书籍，一并贬为“黑书”并予以没收。

### 大屠杀
1967年8月26日，海丰地区爆发大屠杀。在海丰反彭事件几个头目的策划下，当地群众组织向各公社发出电报，造谣彭湃的支持者们破坏学《毛著》（即“毛泽东著作”）积极分子代表大会，并围攻、殴打参加会议的代表。随后，几个公社立即组织了5,000多人的武装队伍、携带机枪、冲锋枪、步枪等枪械进入海城镇，沿途任意开枪，遭围剿的群众纷纷上山躲藏。其中一名行凶者洪桂文用篾刀连砍带割、把彭湃烈士侄儿彭科的头颅砍下，挂在城东门闹市区的电线杆上“示众”三日。最终，大屠杀共造成160余人死亡，800多人被打成残废或重伤，3,000多人被打伤。
海丰“8·26”事件后，周恩来下令收缴枪支、停止杀人，不准围捕上山群众，但行凶者们依然上街游行示威，甚至张贴“猛揪国务院后台老板”等标语。他们同时对死难者家属进行了迫害，并借“清理阶级队伍”，把过去跟随彭湃一起闹革命的老战友，成批打成“叛徒”、“反革命”，把大革命时期牺牲的“烈士”家属也打成是“反革命家属”。1968年8月，彭湃的三子彭洪被秘密害死。

## 事件后续

1956年，毛泽东接见彭湃的母亲周凤（中）。

彭湃的母亲周凤于1973年3月12日在广州辞世，享年102岁。在彭洪去世后，其妻子陈平及两个孩子被下放到粤北山区的一个干校（即训练干部的学校）待了五年，直到1973年才获准返回广州。1978年11月，调查组通过走访，最终找到了此前被秘密掩埋的彭洪的遗骸，此后海丰县委为彭洪举行了追悼大会，广东省委、省革委会、汕头地委、地区革委会，都送了花圈，并派代表参加了追悼会。
拨乱反正、改革开放时期，1978年底至1979年初，在中共中央的支持下，时任广东省委书记习仲勋等人为该事件平反，认为该事件是林彪、“四人帮”篡党夺权阴谋的一个组成部分、是一次“反革命事件”。此后，3200余人获得平反，有1300多人获重新安排工作。原中共汕头地委副书记的孙敬业被国家专政机关逮捕，杀害彭湃侄儿彭科的洪桂文和其他几个杀人凶手则交由专政机关依法严惩（后作内部处理）。
但此后，彭洪的妻子陈平和儿女没有要求严惩迫害彭洪的凶手，其女儿彭伊娜认为：“当时国家百废待兴，我们家人一致认为，要向前看。彭家冤案是‘文革’特定历史时期出现的问题，不是个人的问题，不应怨怨相报，否则永无了结。但是，党、国家、民族不可以忘却这段历史；我们所有经历过‘文革’的人们，都应该自省和反思。”

## 事件争议

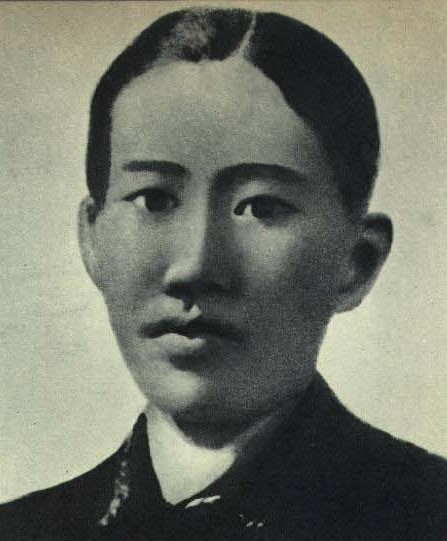
彭湃画像（1963年5月《人民画报》）

彭湃早年领导海丰农民运动、创建海陆丰苏维埃，曾以“彭菩萨”著名，毛泽东称其为“中国农民运动大王”。 但有相反观点认为，彭湃在领导海陆丰苏维埃期间，其家乡海陆丰地区成为“人间地狱”，“以暴易暴”导致当地居民在文革期间反扑彭湃家族。彭湃领导的海陆丰苏维埃，出于之前国民党“四一二清党”（或“四一二政变”）曾实行的“白色恐怖”以及巩固革命新政权等原因，曾过左地实行过“红色恐怖”。彭湃曾公开提出过“大杀土豪、劣绅、地主、资本家”、“拿着土豪劣绅就创，拿着地主、资本家就杀”、“要大杀特杀”、“杀到汕尾港马官港的水都成赤色，各兄弟的衬裤，都给反动派的血溅得通红”等等。1927年11月，海丰县临时革命政府曾颁布过《海丰县临时革命政府布告（第九号）》、俗称“七杀令”，规定：
一、凡田主有向农民收租者枪决。二、有勾结田主私还租谷破坏大局者枪决。三、凡私藏土地契约者应缴交本政府，否则枪决。四、取消一切债务，如有债主向工农讨债者枪决。五、为地主作工役向工农勒租债者枪决。六、窝藏地主土地契约者枪决。七、如已先向农民勒取租谷者应一律即刻缴出，否则枪决。
根据中国大陆出版的有关史料，包括广东人民出版社出版的《海陆丰农民运动》，称这些“左”的错误与“敌人的疯狂屠杀密切相关”，“四一二”之后海陆丰苏维埃建立之前在海陆丰地区“革命群众”被国民政府杀害的达３万人之多，当时罗绮园称国民党的薛岳、李济深等在广州几天内就杀了近九千工农市民学生，而“海丰一县之大，几个月来杀戮地主豪绅，据最近确实的统计，共1822人”。但2016年有人发文称估计（地主等）死亡在万人以上，余杰称海陆丰苏维埃期间农民杀了近2万人，“红色恐怖”使超过五万居民逃到香港、汕头和广州等地。1928年1月彭湃和海陆丰苏维埃政府在政策上和实际行动中已经有效地制止群众烧杀，如彭湃率红四师在陆丰“平定匪乱”时以东江特委名义发布告揭露敌对方谣言：
即如此次上埔乡之老人小孩妇女，受反动派之欺骗而反对本党，而本党不但不加以屠杀，而且抚慰有加，给饭给钱，各得其所；民团团丁亦是贫苦人民，尚能识诚来归，自当赦免，保其安全。
1928年2月29日，海陆丰苏维埃政权被国民党军队击败、只维持了三个月。
此外，对于彭氏后人未要求严惩凶手，茆家升在表达对彭氏后人宽容精神敬重的同时，也提出疑问和不解，“只说‘不应怨怨相报，否则永无了结’吗？还是历史根源太深，抑或有些难言之隐？... 只能推测出，当年的滥施酷刑滥杀无辜，是极其严重的，仇怨经久积聚 …”  获美国政治庇护的异见人士余杰则认为，彭湃的孙女在拨乱反正期间不要求政府对杀人凶手进行严惩，看起来胸襟开阔，但“偏偏不愿或不敢反省祖父以革命为名进行的大屠杀”。